# Либеральная партия (Венесуэла)
Большая либеральная партия (также известная как Желтая либеральная партия) — политическая партия Венесуэлы, основанная 21 августа 1840 года Антонио Леокадия Гусманом и Томасом Ландером.
Партия довольно успешно продолжала либеральную политику на время существования Республики. Некоторые из ранних президентов были членами Либеральной партии, среди них: Хосе Фаддей Монагас, который отменил смертную казнь за политические преступления, его брат Хосе Грегорио Монагас, который провозгласил Венесуэлу свободной от рабства 24 марта 1854 года, а также Хуан Крисостомо Фалькон, при правлении которого, в 1863 году, Венесуэла стала первой страной, которая полностью отказалась от смертной казни за любые преступления.